# Alberto Blanco
Alberto Blanco, född 17 februari 1950, är en kubansk före detta tyngdlyftare.
Blanco blev olympisk bronsmedaljör i 100-kilosklassen i tyngdlyftning vid sommarspelen 1980 i Moskva.